# Edmund Nowicki
Edmund Nowicki (ur. 13 września 1900 w Trzemesznie, zm. 10 marca 1971 w Warszawie) – polski duchowny rzymskokatolicki, doktor prawa kanonicznego, administrator apostolski w Gorzowie Wielkopolskim w latach 1945–1951, biskup koadiutor diecezji gdańskiej w latach 1951–1964, biskup diecezjalny gdański w latach 1964–1971.

## Życiorys

### Dzieciństwo i lata młodzieńcze
Urodził się w Trzemesznie, w rodzinie właściciela browaru. Po ukończeniu Gimnazjum w Trzemesznie rozpoczął studia teologiczne w seminariach w Gnieźnie i w Poznaniu (w tamtym czasie na mocy unii personalnej łączącej archidiecezje poznańską i gnieźnieńską alumni archidiecezji poznańskiej studiowali pierwsze dwa lata w Gnieźnie).

### Kapłaństwo
Święcenia kapłańskie otrzymał w katedrze gnieźnieńskiej 15 marca 1924 z rąk kardynała Edmunda Dalbora. Jego pierwszą placówką duszpasterską była parafia przy kościele Najświętszego Serca Pana Jezusa w Poznaniu, w której pracował od 1 kwietnia 1924 do 30 czerwca 1927. W 1927 został wysłany na studia prawa kanonicznego na Papieskim Uniwersytecie Gregoriańskim w Rzymie. Ukończył je w 1929, uzyskując stopień doktora prawa kanonicznego. Następnie w latach 1929–1930 odbył aplikanturę w Kongregacji Soboru ds. Duchowieństwa i Trybunale Świętej Roty Rzymskiej.
Po powrocie do Polski, od 1 lipca 1930 zajmował stanowiska notariusza, referenta kurii arcybiskupiej, adwokata, a następnie wiceoficjała Metropolitarnego Sądu Duchownego w Poznaniu. Obowiązki te pełnił do 2 października 1939. Do wybuchu II wojny światowej pracował jako prefekt w Państwowej Szkole Budownictwa, Wyższej Szkole Budowy Maszyn oraz Wyższej Szkole Ogrodnictwa w Poznaniu. Aktywnie uczestniczył w działalności duszpasterstwa akademickiego. Już w okresie międzywojennym był autorem kilkunastu publikacji z zakresu prowadzenia duszpasterstwa, prawa kanonicznego i administracyjnego. Od 1938 aż do 1964 był członkiem Rady Nadzorczej Drukarni i Księgarni św. Wojciecha w Poznaniu.
3 października 1939 został aresztowany przez władze hitlerowskie i osadzony w więzieniu w Poznaniu, z którego 9 listopada 1939 internowano go do klasztoru bernardynów w Kazimierzu Biskupim. Po kilkumiesięcznym odosobnieniu ponownie został osadzony w Poznaniu, a 4 maja 1940 został więźniem obozu w Dachau. W sierpniu tego roku przeniesiono go do Gusen, a w grudniu 1940 ponownie stał się więźniem Dachau. W lutym 1941 został zwolniony z obozu pod warunkiem porzucenia kapłaństwa. Warunku nie dopełnił.

### Administrator apostolski kamieński, lubuski i prałatury pilskiej
Po zakończeniu wojny w 1945 wrócił do pracy w kurii poznańskiej, gdzie oficjalnie zajmował stanowisko kanclerza. Powojenny problem administracji kościelnej na Ziemiach Odzyskanych skłonił kardynała Augusta Hlonda do udzielenia polskim kapłanom jurysdykcji nad Ziemiami Zachodnimi i Północnymi. 15 sierpnia 1945 Edmund Nowicki został mianowany administratorem kamieńskim, lubuskim i prałatury pilskiej oraz podniesiony do godności infułata. Od podstaw zorganizował kurię (1946) i sąd duchowny (1950) w Gorzowie Wielkopolskim, a także diecezjalny Caritas. Erygował wiele parafii, nadzorował odbudowę zniszczonych kościołów. W 1946 powołał Niższe Seminarium Duchowne w Gorzowie Wielkopolskim oraz Konwikt Biskupi we Wschowie, podniesiony w 1946 do rangi niższego seminarium duchownego. Z jego inicjatywy w 1947 powstało Niższe Seminarium Duchowne w Słupsku oraz Wyższe Seminarium Duchowne w Gorzowie Wielkopolskim. 26 stycznia 1951 w związku z „likwidacją stanu tymczasowości w administracji kościelnej na Ziemiach Zachodnich”, jak motywowała swoją decyzję strona państwowa, musiał opuścić administrację gorzowską. Powrócił do Poznania, gdzie zajął się pracą w kurii, sądzie duchownym oraz seminarium.

### Biskup gdański

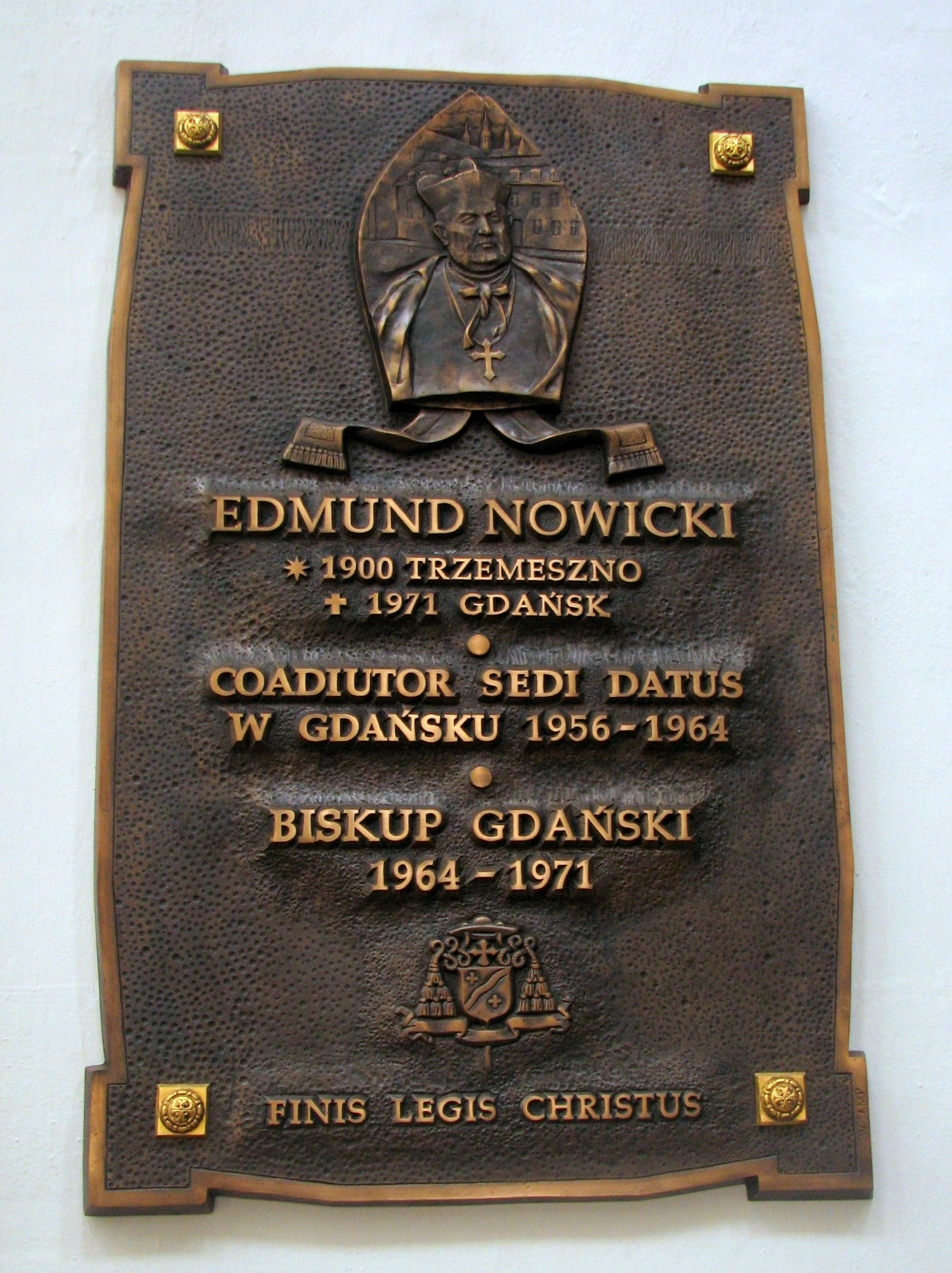
Tablica upamiętniająca biskupa Edmunda Nowickiego na ścianie bazyliki archikatedralnej w Gdańsku-Oliwie

26 kwietnia 1951 został mianowany biskupem koadiutorem sedi datus diecezji gdańskiej ze stolicą tytularną Hadriane. Święcenia biskupie otrzymał 21 września 1954 w pałacu arcybiskupim w Poznaniu. Udzielił mu ich Walenty Dymek, arcybiskup metropolita poznański, w asyście Franciszka Jedwabskiego, biskupa pomocniczego poznańskiego, i Lucjana Bernackiego, biskupa pomocniczego gnieźnieńskiego. Jako dewizę biskupią przyjął słowa „Finis legis Christus” (Ostatecznym prawem Chrystus).
Polski październik 1956 pozwolił na jego przyjazd do Gdańska. 8 grudnia 1956 przejął diecezję gdańską jako biskup koadiutor przebywającego na emigracji biskupa diecezjalnego gdańskiego Carla Marii Spletta. Od 1 grudnia 1956 był biskupem tytularnym Thuggi. Ingres do katedry Trójcy Świętej w Gdańsku-Oliwie odbył 25 grudnia 1956. Po śmierci biskupa Spletta bullą z 7 marca 1964 został mianowany biskupem diecezjalnym diecezji gdańskiej. Stało się tak, pomimo że kapituła diecezji gdańskiej (funkcjonująca na emigracji w RFN) podtrzymała trwającą fikcję prawną, wybierając wikariusza kapitulnego diecezji, jednakże papież Paweł VI nie uznał jej decyzji za wiążącą. Biskup Nowicki był twórcą struktur diecezjalnych, najważniejszych instytucji diecezji gdańskiej. Rozbudował wydziały kurii, komisje diecezjalne, dokonał reorganizacji sieci dekanalnej diecezji. 27 października 1957 erygował Biskupie Seminarium Duchowne w Gdańsku-Oliwie.
Brał udział w obradach wszystkich czterech sesji soboru watykańskiego II.
Zmarł 10 marca 1971 w wyniku powikłań pooperacyjnych w szpitalu na ul. Płockiej w Warszawie. Został pochowany w krypcie biskupów gdańskich w katedrze oliwskiej.